# Nelson Sale Kilifa
Nelson Sale Kilifa (7 ottobre 1986) è un calciatore salomonese, difensore centrale dell'Amicale.

## Carriera

### Club
Kilifa ha giocato anche per il Koloale e per il Makuru nella sua terra d'origine e successivamente in Nuova Zelanda per lo YoungHeart, il Richmond Athletic e l'Auckland City.
In carriera ha giocato complessivamente 38 partite nella OFC Champions League.

### Nazionale
Ha debuttato nella Nazionale di calcio delle Isole Salomone contro Vanuatu in un'amichevole nell'aprile 2004, da allora ha collezionato 37 presenze nella nazionale maggiore del suo Paese, l'ultima delle quali nel 2017.